# 잭애스 프레젠트: 배드 그랜파
《잭애스 프레젠트: 배드 그랜파》(영어: Jackass Presents: Bad Grandpa)는 2013년 개봉한 미국의 코미디 영화이다. 잭애스 프랜차이즈에 속한다.
촬영 당시 42세였던 조니 녹스빌이 매일 세 시간 반에 걸쳐 86세 노인 분장을 하고 주인공을 연기하였으며, 분장을 담당한 스티븐 프라우티가 제86회 아카데미상 분장상 후보에 지명되면서 잭애스 프랜차이즈 영화 최초로 아카데미상 후보에 올랐다. 프라우티 개인으로서도 첫 아카데미 후보 지명이다.

## 줄거리
아내가 죽어 기뻐하던 86살 어빙은 딸 키미가 가석방 규정을 위반해 교도소에 들어가게 되면서 8살 손자 빌리를 직접 롤리에 사는 무책임한 사위 척에게 데려다 주게 된다. 어빙은 아내 시체를 트렁크에 싣고 빌리와 길을 떠난다.

## 출연진
- 조니 녹스빌 - 어빙 지스먼 역
- 잭슨 니콜 - 빌리 지스먼머스키 역
- 조지나 케이츠 - 키미 지스먼 역
- 스파이크 존즈 - 글로리아 역
- 캐서린 키너 - 엘리 지스먼 역

## 제작
녹스빌은 《오싹한 파티》(2012) 촬영을 통해 알게 된 어린이 배우 잭슨 니콜을 손자 역으로 발탁하였다.

## 기타 제작진
- 특수 효과: 롤런드 블랑카플로어

## 배드 그랜파 .5
영화 본편에서 쓰이지 않은 촬영분을 추가하여 Jackass Presents: Bad Grandpa .5로 이름 붙이고 2014년 6월 15일 MTV에서 첫 방영하였다. 7월 8일 블루레이와 DVD로 출시하였다.